# John Fox (football américain)
Pour les articles homonymes, voir John Fox et Fox.
John Fox (né le 8 février 1955 à Virginia Beach en Virginie) est un joueur américain de football américain devenu entraîneur.
Il a été l'entraîneur principal des Panthers de la Caroline (2002 à 2010), des Broncos de Denver (2011 à 2014) et des Bears de Chicago (2015 à 2017) dans la National Football League (NFL).

## Biographie

### Jeunesse
Fox joue au football à la Castle High School ainsi qu'au Southwestern College en Californie en 1974-1975 et joue notamment avec le futur joueur et entraîneur Herman Edwards. John Fox obtient un baccalauréat en éducation physique à l'université d'État de San Diego.

### Débuts comme entraîneur
En 1978, peu de temps après avoir obtenu son baccalauréat, Fox tente une carrière professionnelle dans la National Football League (NFL) avec les Buccaneers de Tampa Bay, mais ne parvient pas à faire sa place avec l'équipe. Il devient peu après assistant de l'entraîneur de l'équipe universitaire. Deux ans plus tard, il se spécialise dans l'entraînement des defensive backs (son poste de prédilection) à l'université d'État de Boise. Les années passent et Fox entraîne de nombreuses équipes universitaires. En 1983, il devient membre du personnel d'entraîneurs de l'université du Kansas, entraîné par Mike Gottfrield. Trois ans plus tard, il retrouve Gottfield à l'université de Pittsburgh et devient le coordinateur défensif.

### Débuts en NFL
Fox découvre la NFL lors de la saison 1989 où il est l'un des entraîneurs adjoints des Steelers de Pittsburgh, en tant qu'entraîneur des defensive backs. Après être passé par San Diego, Los Angeles et Saint-Louis, il est le coordinateur défensif des Giants de New York et participe au Super Bowl XXXV, mais ne le remporte pas.

### Entraîneur principal dans la NFL

#### Panthers de la Caroline
Les Panthers de la Caroline donnent leur chance à Fox pour remplacer George Seifert, auteur d'une saison 2001 catastrophique avec une victoire contre 15 défaites , au poste d'entraîneur principal. Le premier match officiel de Fox est une victoire contre les Ravens de Baltimore 10 à 7. Les Panthers alignent un bilan de 7 victoires et 9 défaites, montrant une nette amélioration par rapport à l'année précédente.
En 2003, Fox et les Panthers sont proches de réaliser un exploit en atteignant le Super Bowl XXXVIII, mais ils échouent contre les Patriots de la Nouvelle-Angleterre 32 à 29. La saison suivante, Fox ne réédite pas son exploit et aligne un bilan de 7 victoires et 9 défaites. Lors de la saison 2005, la Caroline affiche 11 victoires et 5 défaites, mais perd la finale de la conférence NFC contre les Seahawks de Seattle. Les saisons 2006 et 2007 sont décevantes avec une équipe n'arrivant pas à atteindre les éliminatoires. En 2008, John Fox bat son record en réalisant un bilan de 12 victoires et 4 défaites dans la division, mais il doit s'incliner contre les Cardinals de l'Arizona.
En 2009, les Panthers refont un bilan équilibré de 8 victoires pour autant de défaites (après celui de 2006) et manquent les éliminatoires de nouveau.
La saison 2010 est un véritable calvaire pour les Panthers qui terminent avec seulement 2 victoires contre 14 défaites. Après la fin de cette saison régulière, Jerry Richardson, le propriétaire de la franchise, déclare que le contrat de Fox ne sera pas prolongé.

#### Broncos de Denver
Le 13 janvier 2011, Fox s'engage avec les Broncos de Denver, devenant le 14e entraîneur principal que l'équipe ait connu. Au terme de la saison 2013, son équipe atteint le Super Bowl XLVIII, mais perd face aux Seahawks de Seattle 43 à 8.
Il mène les Broncos en 2014 à un quatrième titre de division consécutif. Après la conclusion de la saison, Fox et les Broncos se séparent d'un accord commun.

#### Bears de Chicago
En janvier 2015, il est nommé entraîneur principal des Bears de Chicago. 
Après trois saisons sans réussir à qualifier son équipe en éliminatoires, il est renvoyé par les Bears au terme de la saison 2017.